# Андимилос
Анди́милос (греч. Αντίμηλος ή Ερημόμηλος) — небольшой скалистый, необитаемый остров в южной части Эгейского моря, принадлежит Греции. Входит в архипелаг Киклады. Находится к западу от Милоса. Остров занимает площадь около 9 квадратных километров. Входит в сеть «Натура 2000». Относится к общине (диму) Милосу в периферийной единице Милосе в периферии Южных Эгейских островах. Андимилос был активным вулканом до начала четвертичного периода. Наивысшая точка 686 метров над уровнем моря. Остров лишённый деревьев, бесплодный и безводный. Скудная растительность представлена кустарниками, обитает безоаровый козёл, белобрюхий тюлень и четырёхполосый лазающий полоз. Следов поселений не обнаружено, но найдены руины емкости для воды, построенной из камней, которые свидетельствуют об обитаемости острова в доисторическую эпоху.

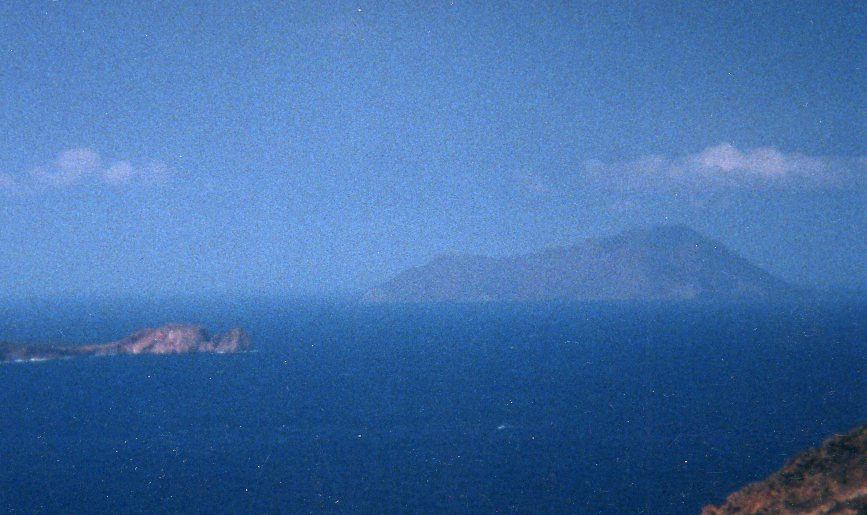
Андимилос